# Allopiophila baechlii
Allopiophila baechlii är en tvåvingeart som beskrevs av Merz 1996. Allopiophila baechlii ingår i släktet Allopiophila och familjen ostflugor.
Artens utbredningsområde är Schweiz. Inga underarter finns listade i Catalogue of Life.